# Syndroom van Sheehan
Het syndroom van Sheehan is hypopituïtarisme (verminderde hypofysefunctie) veroorzaakt door necrose als gevolg van bloedverlies en hypovolemische shock gedurende en na de bevalling.

## Oorzaken
Dit syndroom is een zeldzame complicatie na de zwangerschap. Het treedt op na excessief bloedverlies post partum. Diffuus intravasale stolling zoals kan ontstaan bij vruchtwaterembolie of het HELLP-syndroom kunnen bijdragen aan het ontstaan ervan.

## Pathofysiologie
Hypertrofie en hyperplasie van lactotrofe cellen gedurende de zwangerschap zorgen voor vergroting van de hypofysevoorkwab zonder dat de bloedtoevoer toeneemt.
Daarnaast wordt de hypofysevoorkwab van bloed voorzien door een poortaderstelsel met een lage druk.
Deze omstandigheden maken dat de hypofyse kwetsbaar is bij bloeddrukdaling zoals bij ernstige bloedingen kan optreden met ischemie en necrose tot gevolg.
De hypofyseachterkwab heeft hier door directe arteriële bloedtoevoer geen last van.

## Eerste beschrijving
Deze aandoening als gevolg van zwangerschap werd door H.L. Sheehan in 1937 voor het eerst beschreven; het syndroom van Simmonds geeft soortgelijke klachten, maar komt onafhankelijk van de zwangerschap bij beide geslachten voor.